# Чушка (металургія)

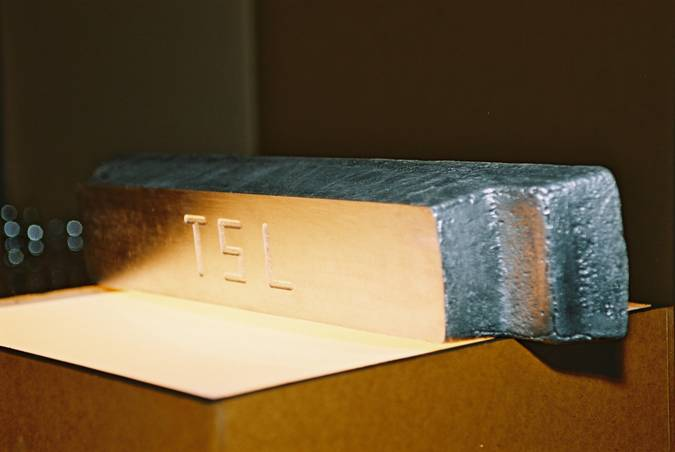
Чушка

Чушка, ви́ливок (рос. чушка; англ. pig, ingot; нім. Massel f, Barren m) — металевий зливок, виготовлений способом виливання.

## Приклади застосування
- Магнієві чушки використовувались при термокислотній обробці свердловин.
- Алюмінієві чушки використовуються з метою розкислення при виплавці сталі.
- Олов'яна чушка використовується як напівфабрикат для різних галузей виробництва.
- Цинкова чушка масово використовується при легуванні різних металів і сплавів, надаючи їм додаткові якості.